# آستغادزور (رود)
رودخانهٔ آستغادزور یا آستازور در ارمنستان قرار دارد. این رودخانه در استان سیونیک، در بخش جنوب شرقی کشور، در ۲۱۰ کیلومتری جنوب شرقی ایروان، پایتخت این کشور واقع شده است. آستغادزور بخشی از حوزه آبریز رود کورا و یکی از شاخه‌های رودخانه ارس است.